# Reinwardtoena browni
La paloma rabuda de Nueva Bretaña o paloma de cola larga de Brown (Reinwardtoena browni)  es una especie de ave columbiforme de la familia Columbidae endémica del archipiélago Bismarck, perteneciente a Papúa Nueva Guinea. 